# Cercle de chevalerie de Franconie
Le cercle de chevalerie de Franconie est l'association des chevaliers impériaux de Franconie (voir aussi ministériel). Les familles et les individus sont répertoriés dans la liste des familles chevaleresques franconiennes (de).

## Cercle de chevalerie de Franconie et cercle impérial de Franconie
Le cercle impérial de Franconie est créé en 1500 par le roi romain germanique Maximilien Ier afin de mieux assurer la paix dans le Saint-Empire romain germanique. En 1512, un total de dix cercles impériaux de ce type ont été créés. Dans le Cercle impérial de Franconie sont représentés les princes ecclésiastiques et séculiers, les comtes et les seigneurs ainsi que les villes impériales. Les tâches communes telles que les droits de douane, l'entretien d'une armée, la stabilité des monnaies, l'approvisionnement suffisant en céréales, le développement des infrastructures ou la maîtrise des épidémies sont résolues de manière surprenante, bien que le cercle ait eu à plusieurs reprises des problèmes de financement et se soit finalement dissous dans la tension entre les territoires encore plus grands de la Prusse et de la Bavière.
Les chevaliers libres impériaux, qui n’ont pas voix au chapitre dans le cercle impérial, s’organisent dans le cercle de chevalerie. Leurs territoires relativement petits et libres de toute influence impériale pénètrent les zones des autres dominions. Avec la fondation du cercle de chevalerie, la chevalerie impériale créé un groupe d’intérêt commun. D'autre part, des structures parallèles sont apparues, car en règle générale, chacun des deux organismes a besoin du consentement de l'autre, puisqu'il s'agit en fin de compte d'une seule région, à savoir la Franconie. Le cercle impérial joue toutefois un rôle de pionnier dans ce domaine. Tout au long du XVe siècle, les efforts d'unification supraterritoriale et territoriale de la noblesse chevaleresque en Franconie peuvent être prouvés sous diverses formes et le plus souvent sur une base ad hoc. Le pionnier est certainement la chevalerie collégiale de Wurtzbourg, qui s'unit de manière coopérative pour s'opposer aux efforts de territorialisation des évêques de Wurtzbourg. Ils parviennent au XVIe siècle de se retirer des parlements des évêchés de Wurtzbourg et de Bamberg et d'échapper ainsi à la fiscalité épiscopale et à la domination territoriale

## Division en cantons
L'organisation latente et régionale de la chevalerie franconienne en cantons se solidifie alors, tout comme l'organisation interne, chacune dirigée par un capitaine et deux conseillers chevaliers. Le cercle de chevalerie de Franconie est divisé en six cantons de chevalerie selon les régions :
- Canton de chevalerie d'Altmühl (de) pour la région le long de l'Altmühl avec siège à Wilhermsdorf
- Canton de chevalerie de Baunach (de) pour la région autour de Baunach (pays de Bamberg) avec siège dans cette ville
- Canton de chevalerie de Gebürg (de) pour le Fichtelgebirge et la Suisse franconienne avec siège à Bamberg
- Canton de chevalerie d'Odenwald (de) pour l'Odenwald avec siège à Kochendorf
- Canton de chevalerie de Rhön-Werra pour la zone le long des rivières Rhön et Werra, avec son siège à Schweinfurt
- Canton de chevalerie de Steigerwald (de) pour le Steigerwald dont le siège est à Erlangen

## Politique du cercle de chevalerie
Lorsque l'empereur s'adresse à nouveau à la chevalerie de Franconie avec des demandes d'impôts en 1528, 1532, 1542 et par la suite à intervalles réguliers, ils peuvent recourir aux structures organisationnelles bien connues et pratiquées. En termes de politique de classe, cependant, un changement de cap clair a lieu : en 1495, persistant dans leur image de « chevaliers libres siégeant en terre de Franconie », ils s'unissent contre les plans de territorialisation des princes et contre les exigences fiscales de l'empereur ; Ils s'organisent désormais en étroite conformité avec les exigences impériales et s'engagent ainsi sur la voie de la « Chevalerie impériale de Franconie » sur le plan constitutionnel et professionnel.
Les demandes d'impôts de l'empereur et ses plaintes contre la politique princière sont négociées lors d'assemblées locales, puis regroupées dans le cadre de six assemblées locales, dont les résultats sont transmis à l'empereur. La collecte du denier commun signifie également que la chevalerie unie devait désormais s'efforcer d'enregistrer chaque membre de la ville (registre des impôts) ; Cela donne une impulsion considérable à une organisation quasi territoriale. La chevalerie impériale est fondée légalement grâce à d'importants privilèges impériaux et à des mandats de protection. Les étapes importantes sont la concession de la souveraineté religieuse dans le cadre de la paix d'Augsbourg en 1555, le privilège « contre le landsesserey » en 1559 et la garantie de la souveraineté fiscale (ius collectandi) en 1566. Avec l'Ordre de chevalerie de 1590, la chevalerie impériale de Franconie se dote enfin de sa propre constitution ; Sur le plan juridique, cela est clairement indiqué au monde extérieur par l’utilisation de son propre sceau. De plus, depuis les années 1560, les chevaliers quittent définitivement les parlements provinciaux de la principauté épiscopale de Bamberg et du margraviat de Brandebourg-Culmbach

## Organisation
Le canton chevaleresque est, tant juridiquement que politiquement, le niveau décisif de la corporation chevaleresque impériale. Il s'agit à la fois d'une association personnelle et d'une association de propriété, ce qui signifie qu'il fallait être personnellement admis et enregistré auprès d'un domaine de chevalier. Les six cantons forment le cercle de chevalerie de Franconie, qui est également institutionnalisé légalement en 1590 par l'Ordre des Chevaliers. Il s'agit des congrès réguliers à six des comités des différents cantons ainsi que d'une direction spéciale qui change régulièrement. Afin de coordonner les réactions internes aux exigences fiscales impériales et de regrouper les griefs chevaleresques pour les présenter à l'empereur, il existe également des journées générales de correspondance des cercles de chevalerie de Franconie, de Rhénanie et de Souabe depuis 1577

## Privilèges
En raison des réalisations de la sixième guerre austro-turque, l'empereur Charles VI décerne aux capitaines des six cantons le titre de conseiller impérial royal. Il leur fait également don du « Signe de la Grâce Impériale », une croix dorée émaillée noire avec deux C (Carolus) entrelacés dans les angles de la croix. Un médaillon au centre présente la double veine impériale et l'inscription VIRTVTI ET FIDEI (Pour bravoure et loyauté)
En 1788, l'empereur Joseph II fonde l'Ordre de chevalerie du canton d'Odenwald (de) pour financer une fondation féminine, qui n'est cependant réalisée qu'après la médiatisation.

## Dissolution et rétablissement en tant qu'association
Après que la Prusse, en tant que souveraine du Brandebourg-Ansbach, a déjà pris des mesures contre la chevalerie impériale par l'intermédiaire de Karl August von Hardenberg dans les années 1790, que les territoires à gauche du Rhin se sont séparés à la même époque à la suite de la Révolution française et que certains princes ont organisé des « tempêtes de chevaliers » non autorisées après la paix de Lunéville en 1801, la chevalerie impériale prend également fin en 1806 avec l'Ancien Empire dans le cadre d'une médiatisation générale. Le cercle de chevalerie de Franconie annonce sa dissolution au Reichstag le 26 janvier 1806.
Le 11 octobre 2013, les membres des quelque 40 familles chevaleresques encore florissantes qui étaient autrefois inscrites au cercle de chevalerie de Franconie fondeny une nouvelle association appelée la Chevalerie de Franconie, dans laquelle tous les membres de ces familles peuvent être admis. La chevalerie de l'ancienne Hesse (de), qui existe sans interruption depuis 1532, sert de modèle. Götz baron von Rotenhan est élu capitaine des chevaliers. Une journée de chevalier doit avoir lieu à intervalles réguliers.

## Photos

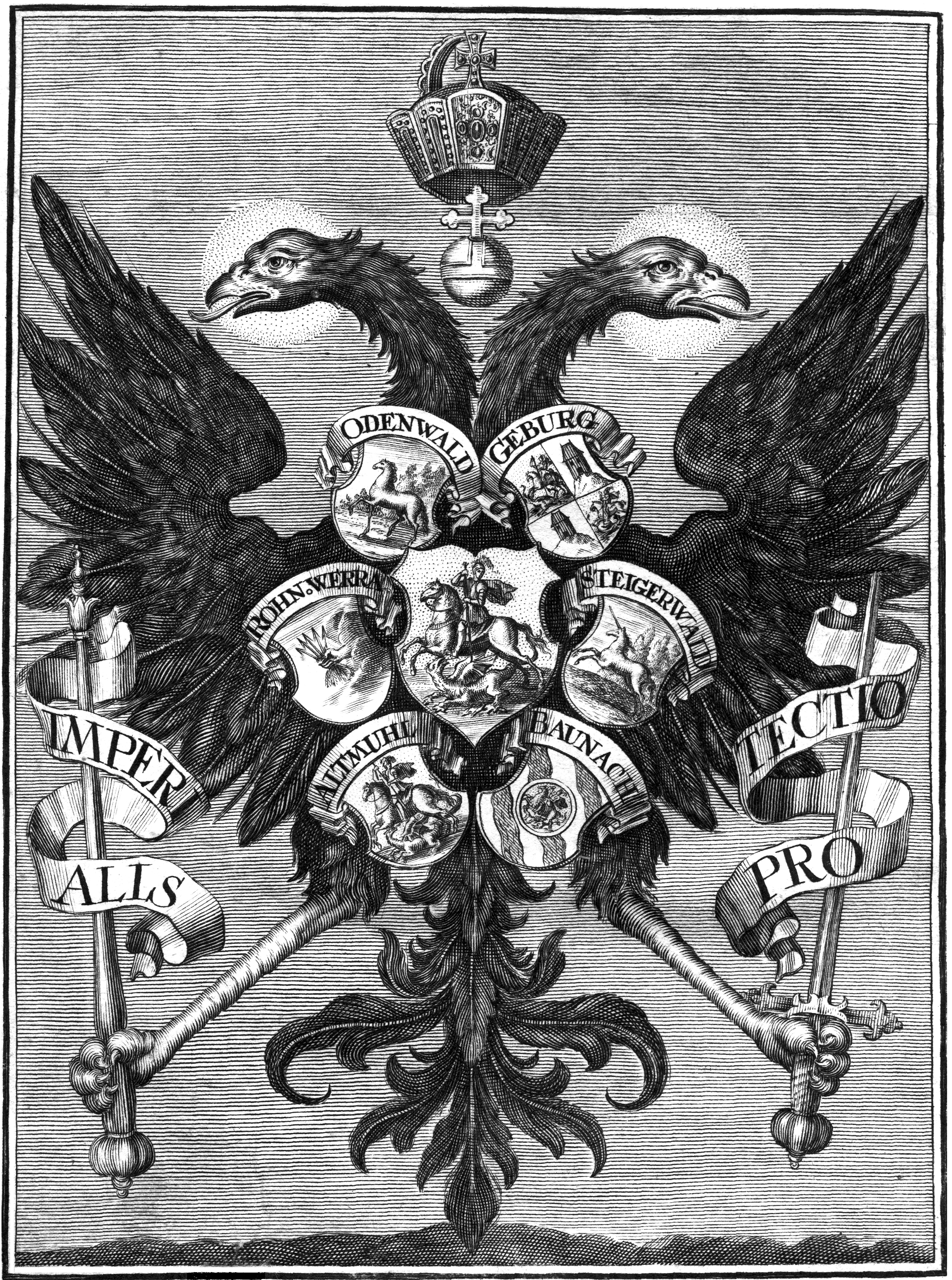
Aigle impérial avec les armoiries des six cantons
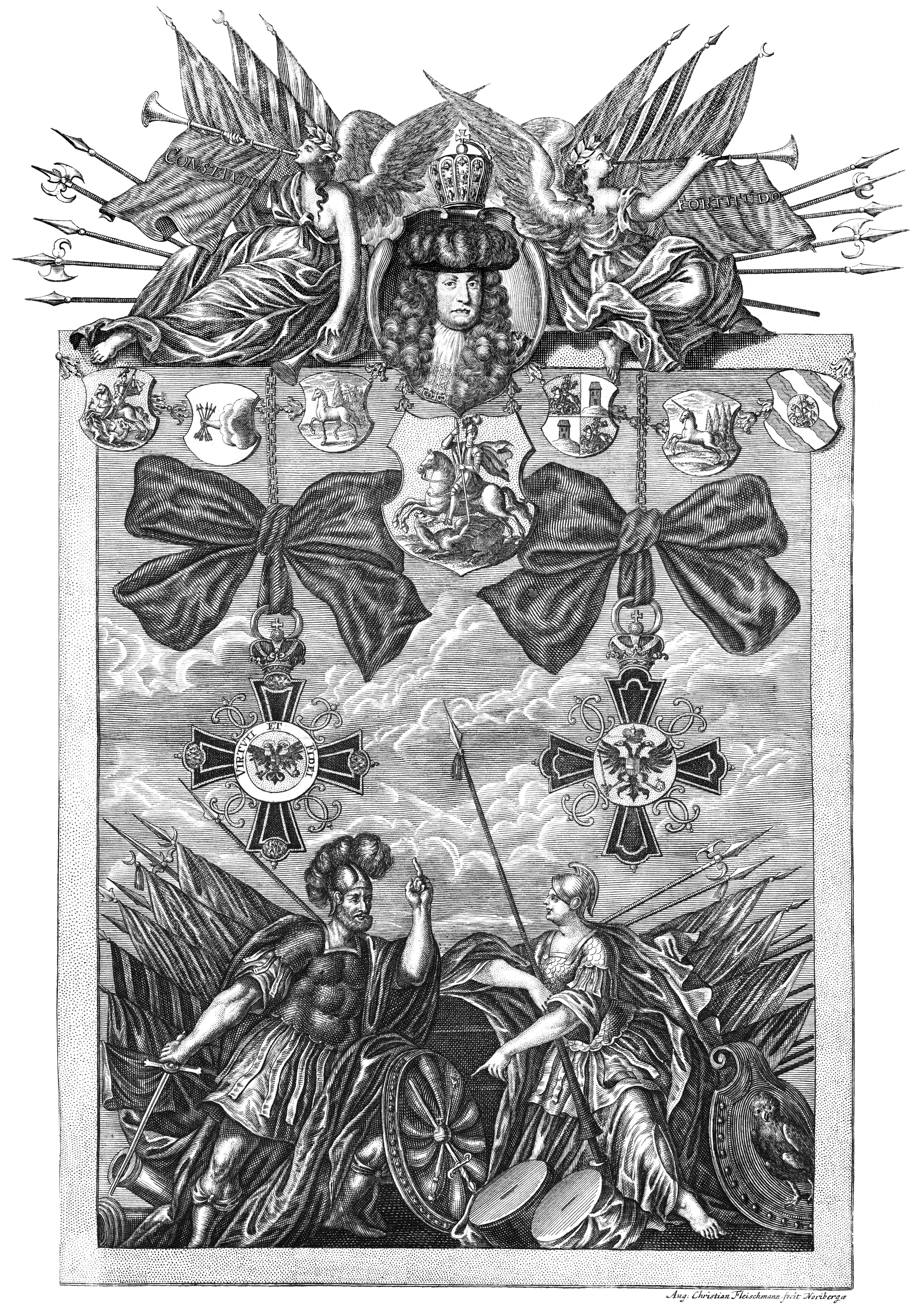
Armoiries des six cantons avec le portrait de Charles VI. et la marque de grâce impériale
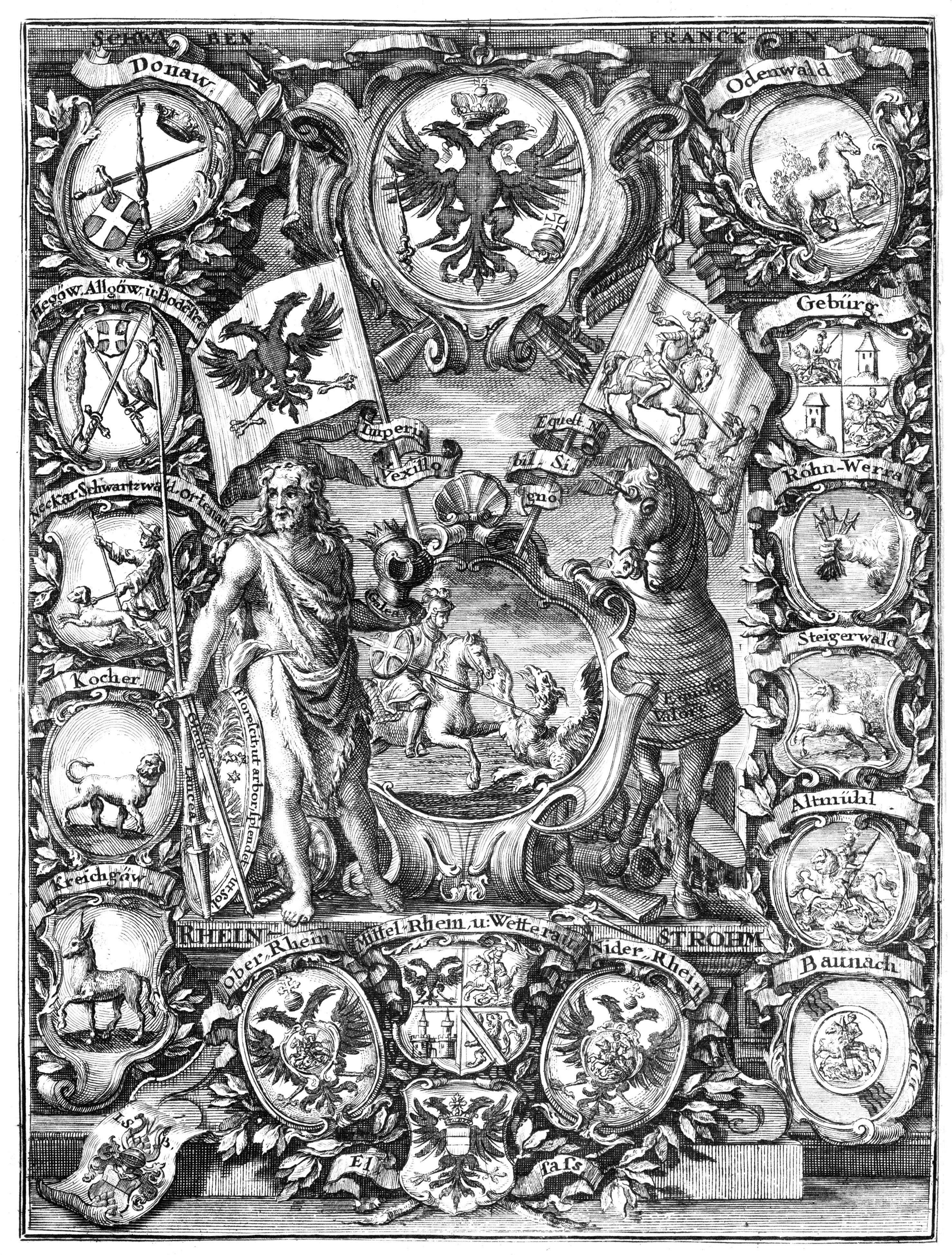
Cercle des chevaliers impériaux (Cercle de chevalerie de Franconie à droite), Johann Stephan Burgermeister, 1721
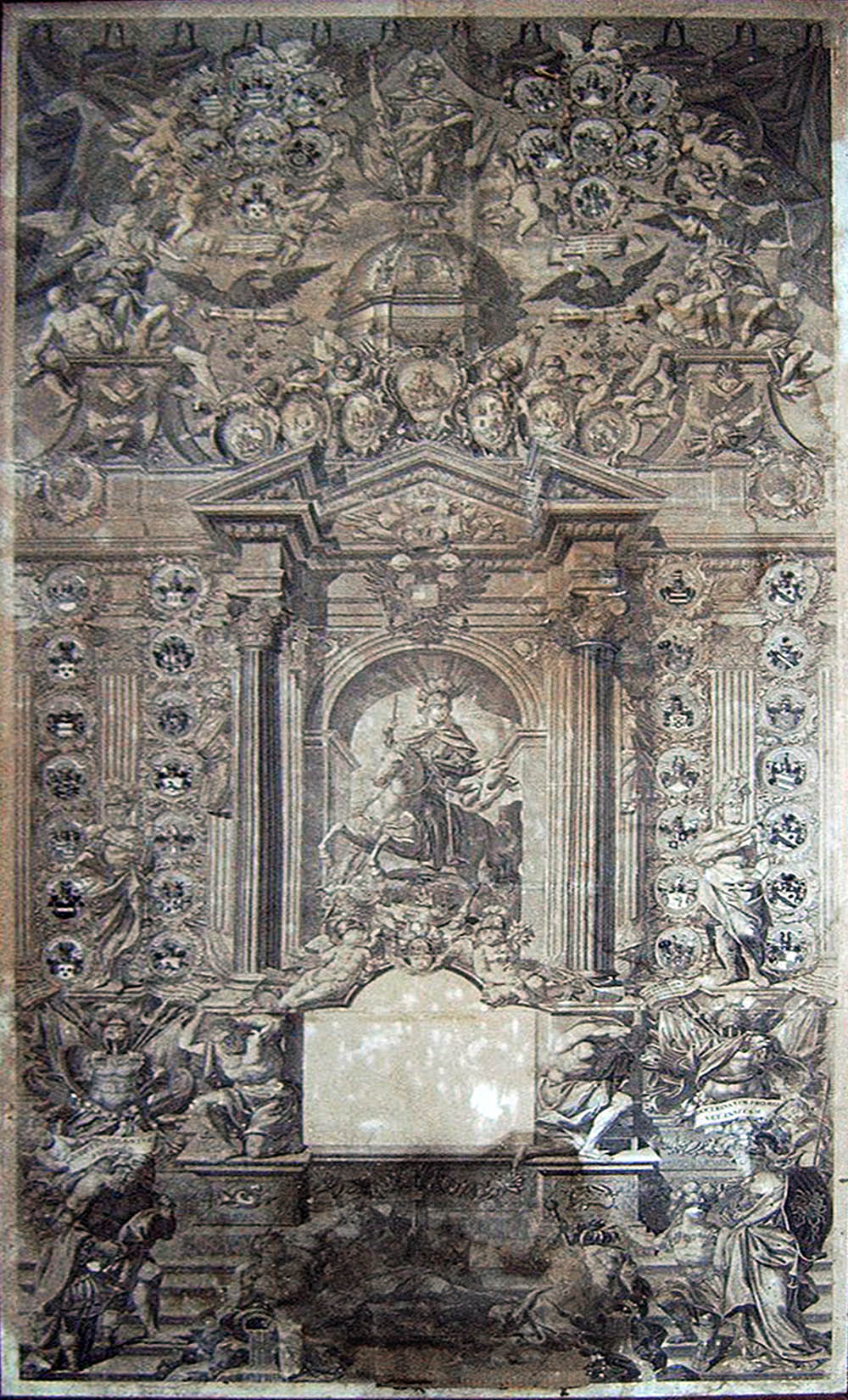
Calendrier impérial chevaleresque du canton de Franconie, archives du château d'Hornberg (de). Gravure, 167 × 85 cm
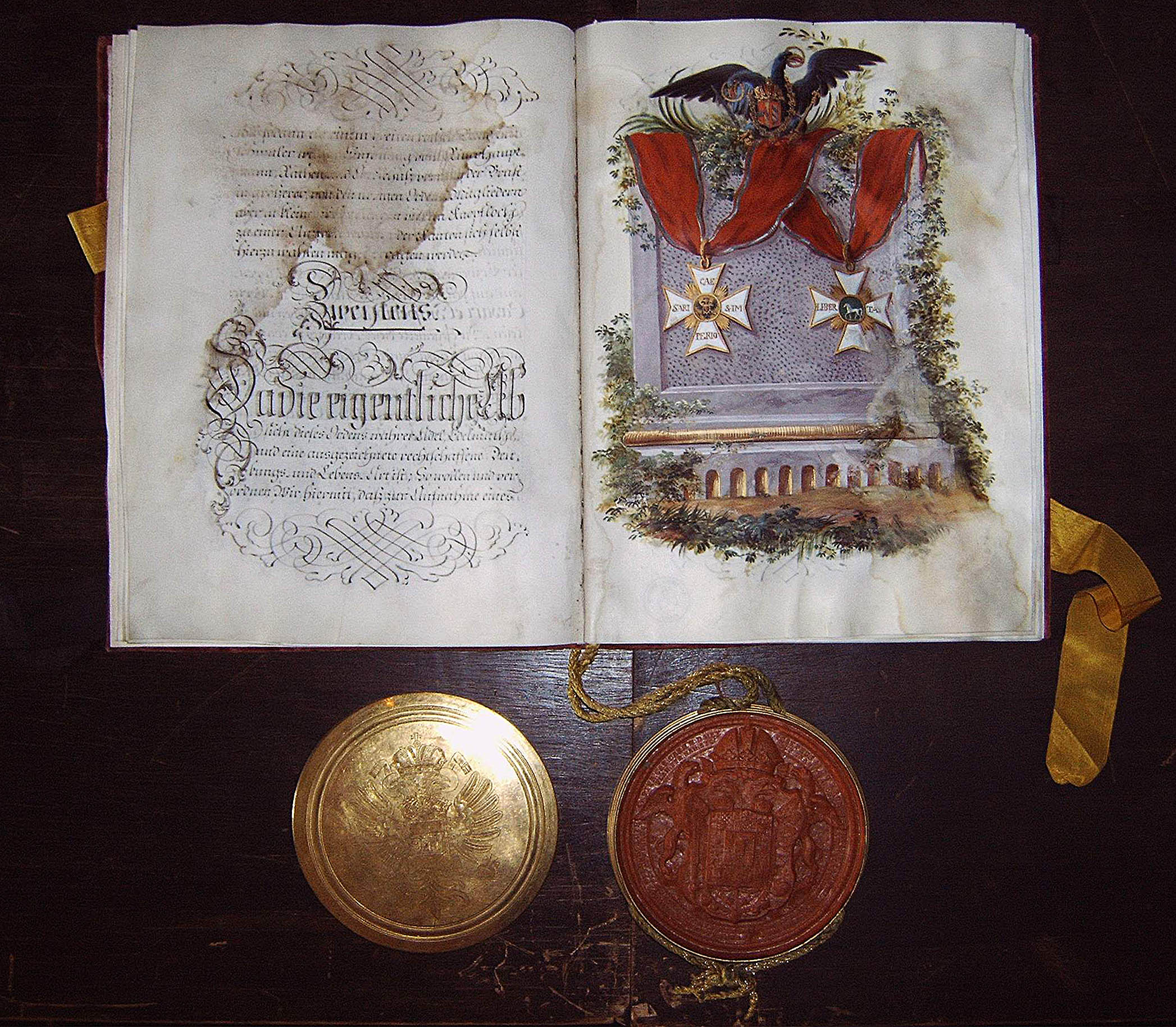
Charte de l'Ordre des Chevaliers d'Odenwald